# Hanna Rizatdinova
Hanna Rizatdinova (Simferópol, Ucrania, 16 de julio de 1993) es una gimnasta rítmica ucraniana, ganadora de un total de doce medallas en el Campeonato Mundial de Gimnasia Rítmica desde el Mundial de Montepellier 2011 hasta el Mundial de Stuttgart 2015.
Además consiguió la medalla de bronce en los Juegos Olímpicos de Río 2016 en la general individual, quedando situadas en el podio tras las rusas Margarita Mamun y Yana Kudryavtseva.